# Symbols
Symbols foi uma banda fundada em São Paulo, em 1997, sendo uma das mais importantes da cena brasileira de heavy metal e power metal. 
Teve como destaque os irmãos Edu e Tito Falaschi cantando juntos nos dois primeiros álbuns, "Symbols" e "Call To The End".

## História
Tudo começou com a ideia de Rodrigo Arjonas e Tito Falaschi de gravar um álbum. Ambos chamaram o tecladista Marcelo Panzardi e o guitarrista Demian Tiguez para o projeto. O irmão de Tito, Edu Falaschi, foi chamado para ser o produtor musical do álbum e o baterista Rod Mello foi chamado para completar o time 10 dias antes do começo das gravações. Edu gravou muito bem algumas partes vocais e acabou assumindo os vocais principais da banda junto com seu irmão Tito, completando a formação.
Essa formação lançou o primeiro álbum da banda, "Symbols", no início de 1998, com uma faixa interativa contendo materiais da banda. O álbum obteve excelente sucesso de público e mídia, fazendo do Symbols uma das principais bandas de Heavy Metal underground do país.
Em 2000, a banda lança o 2º álbum chamado "Call to the End", esse mais pesado e rápido que o antecessor. A última apresentação com os irmãos Falaschi foi em dezembro de 2000, na lendária casa de rock Led Slay, em São Paulo, na primeira edição do festival "Brasil Metal Union".
Em 2001, o vocalista Edu Falaschi é convidado para integrar a banda Angra, substituindo o renomado vocalista André Matos. Meses depois, deixa o Symbols.
No final de 2002, Tito e Arjonas saem da banda para trabalhar em outro projeto juntos, e o Symbols mais uma vez entra em estúdio mas com uma nova formação, com o guitarrista Demian Tiguez nos vocais e guitarra, Rod Mello continua no posto de baterista, César Barreiros (ex-Dragster) assume o baixo e Fabrizio Di Sarno como tecladista. Com essa nova formação, em 2004, o Symbols lança o 3º álbum da banda, "Faces", pela Hellion Records, esse mais progressivo que os antecessores. Edu Falaschi participa neste álbum na faixa "Bright Times".
Após a saída de Rod Mello e César Barreiros, Demian Tiguez ainda tenta continuar a banda com novos integrantes mas encerra por definitivo suas atividades para se dedicar ao Ceremonya, onde ficou de 2003 à 2008, quando, então, foi convidado à integrar a banda Anjos de Resgate.
Em dezembro de 2012, a banda se reúne com os integrantes originais e faz uma apresentação única no Manifesto Bar, em São Paulo. A casa estava lotada mesmo após uma década depois do término da banda.
Em 2021, os dois primeiros álbuns foram relançados em formato físico.

## Integrantes

### Formação Clássica
- Edu Falaschi - vocal (1997 - 2001)
- Tito Falaschi - vocal e baixo (1997 - 2002)
- Demian Tiguez - vocal e guitarra (1997 - 2005)
- Rodrigo Arjonas - guitarra (1997 - 2002)
- Rodrigo "Rod Indian" Mello - bateria e percussão (1997 - 2004)
- Marcelo Panzardi - teclado (1997 - 2005)

### Outros Membros
- Fabrizio Di Sarno - teclado (2002 - 2005)
- César Talarico - baixo (2002 - 2004)

## Discografia
- 1998 - Symbols
- 2000 - Call to the End
- 2004 - Faces